# Gunther Brewing Company

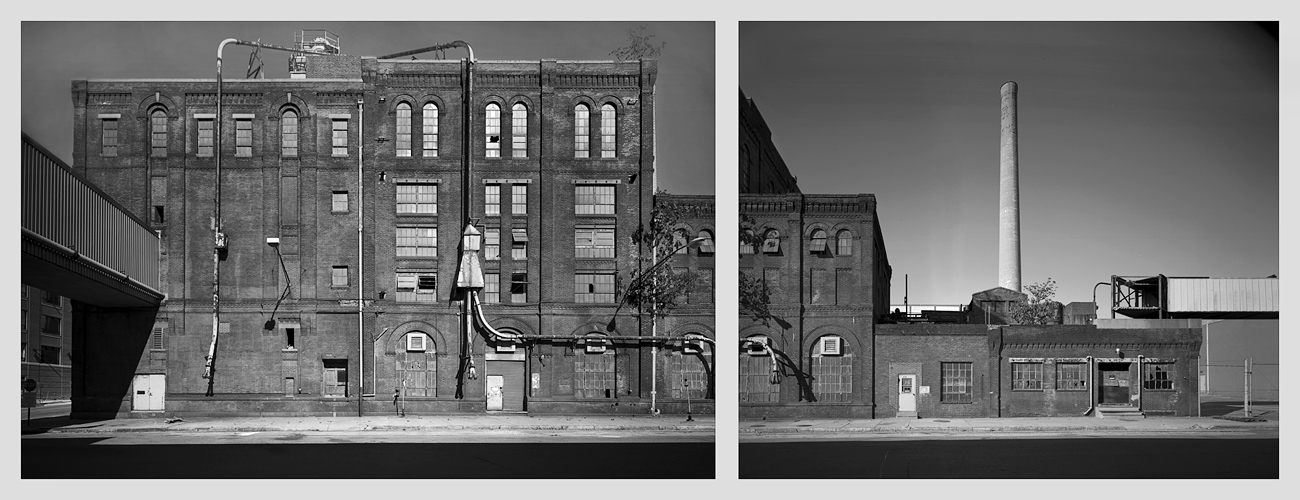
Gunther Brewing Company

Die Gunther Brewing Company war eine US-amerikanische Brauerei in Baltimore. Die Geschichte der Brauerei begann mit der Gründung einer Vorgängerbrauerei im Jahr 1876 und endet mit ihrer Schließung im Jahr 1978. Auf dem Höhepunkt ihres Erfolgs war die Gunther Brewing Company die zweitgrößte Brauerei in Baltimore.

## Geschichte
Im Jahr 1878 wurde George Gunther Geschäftspartner des Unternehmers Christian Gehl, der eine im Jahr 1876 gegründete Brauerei in Baltimore besaß. Diese Brauerei hatte einen ungefähren Jahresausstoß von 3.900 Barrel. Im Folgejahr wurde der Name der Brauerei zu Gunther & Gehl Brewery geändert – der Jahresausstoß war auf 6.850 Barrel gestiegen. Im Jahr 1880 übernahm Gunther die Anteile Gehls.
1886 musste ein neues fünfstöckiges Brauhaus gebaut werden, nachdem ein Feuer das alte Gebäude zerstört hatte. Der verantwortliche Architekt war Otto C. Wolfe, die Kosten des Gebäudes beliefen sich auf circa 50.000 US-Dollar. Durch den Neuaufbau war das Unternehmen mit den für damalige Verhältnisse modernsten Maschinen ausgerüstet, darunter unter anderem mit neuen Eismaschinen zur maschinellen Kühlung des Biers.
1899 wurde die Brauerei von der Maryland Brewing Company übernommen, die im Rahmen einer Konsolidierungsstrategie insgesamt 18 Brauereien (darunter beispielsweise auch die Globe Brewing Company und die National Brewing Company) in Baltimore aufkaufte. George Gunther erhielt 900.000 US-Dollar für den Verkauf seiner Brauerei. Innerhalb dieses Konglomerats wurden der Gunther-Brauerei die Anlagen der National Brewery und der BayView Brewery, welche ebenfalls Teil der Maryland Brewing Company waren, zugeteilt. George Gunter wurde für eine einjährige Amtszeit als Vorstandsdirektor der Maryland Brewing Company gewählt. Er verpflichtete sich vertraglich, sich nach seinem Ausscheiden aus dem Vorstand nicht mehr im Biermarkt in Baltimore zu betätigen.
Gunther umging diesen Vertrag jedoch und gründete im März 1899 eine Brauerei im Namen seines Sohnes, die George Gunther Jr. Brewing Company an der Ecke Conkling und Toone Streets. Der verantwortliche Architekt war erneut Otto C. Wolfe. Diese Brauerei verfügte über eine Produktionskapazität von circa 50.000 Barrel pro Jahr und nahm ihren Betrieb am 12. November 1899 auf. Die Maryland Brewing Company verklagte Gunther erfolgreich: Ihr wurden 100.000 US-Dollar als Entschädigung zugesprochen. Die noch bestehende Gunther-Brauerei der Maryland Brewing Company wurde geschlossen.
1906 begann Frank H. Gunther, ein Sohn Gunthers, für die Brauerei zu arbeiten. In den Folgejahren expandierte das Unternehmen: Es wurde eine Abfüllanlage (1909) sowie ein weiteres vierstöckiges Brauhaus (1910) errichtet und die nebenan gelegene BayView Brewery, welche sich immer noch im Besitz der Maryland Brewing Company (mittlerweile Gottlieb-Bauernschmidt-Straus Brewing Company) befand, gekauft. Am 5. September 1912 verstarb Firmengründer George Gunther.
Im Jahr 1919, kurz vor Beginn der Prohibition, wurde die George Gunther Jr. Manufacturing Company gegründet. Diese stellte die wirtschaftliche Existenz des gesamten Unternehmens während der Prohibition mit der Produktion von stark alkoholreduziertem Leichtbier („near beer“) und Eis sicher. Am 31. Juli 1931 wurde sie geschlossen.
Mit dem Ende der Prohibition wurde am 7. April 1933 die Brauerei unter dem Namen Gunther’s Brews Inc.  wieder eröffnet. Sie war eine von zwei Brauereien in Baltimore, welche den Braubetrieb sofort wieder aufnehmen durften. Im Jahr 1935 erfolgte die Umfirmierung in Gunther Brewing Company, der Kauf des nebenan gelegenen Bilderrahmenherstellers White-Seidenman Company und die Errichtung eines weiteren fünfstöckigen Gebäudes.
Die Gunther-Brauerei investierte weiterhin stark in ihre Expansion: 1947 wurde ein neues Brauhaus und Bürogebäude gebaut. Allein in den Jahren 1954–1959 wurden circa 7 Millionen US-Dollar investiert. Der Jahresausstoß war bis zu dieser Zeit auf 800.000 Barrel angestiegen, was sie zur zweitgrößten Brauerei in Baltimore machte. Zu dieser Zeit beschäftigte sie circa 600 Angestellte.
Im Rahmen ihrer Marketingaktivitäten war die Gunther-Brauerei Sponsor des Radio-Quiz „Quiz of Two Cities“ (1930er und 40er Jahre), verschiedener lokaler Football- und Basketball-Teams und des Baseball-Teams Baltimore Orioles (1950er-Jahre). Ihr Werbeslogan lautete „What’s the good word? Gunthers!“.
1957 kaufte die Brauerei die Marken und Rechte der Fort Pitt Brewing Company. 1959 wurde erstmals Gunther-Bier in Dosen angeboten.
Trotz der guten Marktposition in Baltimore musste sich Gunther dem steigenden Wettbewerbs- und Kostendruck durch nationale Brauereien beugen. Am 1. Januar 1960 wurde die Gunther Brewing Company von der Theodore Hamm Brewing Company aufgekauft. 1963 wurde sie an die F. & M. Schaefer Brewing Company weiterverkauft und schließlich im Jahr 1978 geschlossen.
Teile des Braukomplexes wurden seit dem Ende der 1970er-Jahre abgerissen. Ein Teil wurde renoviert und besteht unter dem Namen „The Gunther“ fort.
2002 wurden die übrig gebliebenen Gebäude in das National Register of Historic Places aufgenommen.